# Neder-Betuwe
Neder-Betuwe é um município dos Países Baixos, situado na província da Guéldria. Tem 67,46 km² de área e sua população em 2020 foi estimada em 24.526 habitantes.